# Leonard Knight
Leonard Knight (Vermont, 1º novembre 1931 – Contea di San Diego, 10 febbraio 2014) è stato un artista statunitense, creatore della Salvation Mountain.

## Biografia
Knight nasce nel Vermont nel 1931, quarto di sei figli. Cresce a stretto contatto con la natura, tra orti e pascoli. Dopo gli studi alla Shelburne High School, andò a lavorare in fabbrica assieme al padre.
Con la Guerra di Corea ancora in corso, all'età di vent'anni fu arruolato nell'Esercito degli Stati Uniti. Dopo una lunga formazione a Fort Knox nel Kentucky, Knight partì per la Corea ma la guerra finì dieci giorni dopo il suo arrivo. Tornato negli Stati Uniti fu promosso sergente.
Dopo un onorato distacco dalle armi, Knight tornò nel Vermont. Nel 1967 dopo una visita alla sorella, ebbe una sorta di illuminazione, durante la quale cominciò a ripetere costantemente una preghiera a Gesù: lo stesso Knight ignora le ragioni dell'avvenimento. Il suo nuovo amore per Dio lo portò a diffondere un messaggio d'amore e pace, con l'aiuto di una mongolfiera, sulla quale aveva affisso il messaggio "Dio è bello".
Negli anni seguenti si stabilì a Slab City dove iniziò a costruire una montagna artificiale che chiamò Salvation Mountain, composta da paglia e terriccio, sulla quale Knight dipinge cuori, fiori e messaggi d'amore per Dio. Knight è vissuto fino a pochi anni prima della morte ai piedi della montagna, nella sua automobile a fianco di un villaggio costituito da camper e mobilhome, accogliendo turisti da tutto il mondo venuti per visitare la sua opera. Nel 2011, affetto da demenza senile, è stato costretto a trasferirsi in una casa di riposo ad El Cajon, nella quale ha vissuto fino alla morte, tornando comunque a visitare la sua opera fino a pochi mesi prima della scomparsa. 
È apparso nel ruolo di se stesso nel film Into the Wild.